# Бос (Ду)
Бос (фр. La Bosse) насеље је и општина у источној Француској у региону Франш-Конте, у департману Ду која припада префектури Монбелијар.
По подацима из 2011. године у општини је живело 77 становника, а густина насељености је износила 15,01 становника/km². Општина се простире на површини од 5,13 km². Налази се на средњој надморској висини од 1040 метара (максималној 1.052 m, а минималној 889 m).

## Демографија
| 1962. | 1968. | 1975. | 1982. | 1990. | 1999. | 2011. |
| ----- | ----- | ----- | ----- | ----- | ----- | ----- |
| 32    | 59    | 48    | 55    | 46    | 66    | 77    |

График промене броја становника у току последњих година